# Брејдвуд (Илиноис)
Брејдвуд (енгл. Braidwood) град је у америчкој савезној држави Илиноис. По попису становништва из 2010. у њему је живело 6.191 становника.

## Демографија
Према попису становништва из 2010. у граду је живело 6.191 становника, што је 988 (19,0%) становника више него 2000. године.
| Група             | 2000.         | 2010.         |
| Белци             | 4.985 (95,8%) | 5.772 (93,2%) |
| Афроамериканци    | 14 (0,3%)     | 28 (0,5%)     |
| Азијати           | 17 (0,3%)     | 29 (0,5%)     |
| Хиспаноамериканци | 147 (2,8%)    | 306 (4,9%)    |
| Укупно            | 5.203         | 6.191         |